# أوغو كونتي
أوغو كونتي (بالإيطالية: Ugo Conti)‏ (22 سبتمبر 1916 بيزا إيطاليا - 30 أغسطس 1983 ليفورنو إيطاليا) هو لاعب كرة قدم إيطالي سابق كان يلعب كلاعب وسط.

## روابط خارجية
- أوغو كونتي على موقع قاعدة بيانات كرة القدم.إي يو (الإنجليزية)
- أوغو كونتي على موقع عالم كرة القدم.نت (الإنجليزية)